# MMM Toamasina
El MMM Toamasina es un equipo de fútbol de Madagascar que forma parte de la Liga Regional de Toamasina, una de las ligas regionales que conforman el tercer nivel de fútbol en el país.

## Historia
Fue fundado en el distrito de Tamatave de la provincia de Toamasina y es uno de los equipos de fútbol más importantes de la provincia junto al AS Fortior. Ha ganado el título del Campeonato malgache de fútbol en un par de ocasiones, aunque no juega en la máxima categoría desde el año 1984.
A nivel internacional ha participado en 2 torneos continentales, en los cuales su mejor participación ha sido en la Copa Africana de Clubes Campeones 1971, en la cual fue eliminado en la segunda ronda por el Great Olympics de Ghana.

## Palmarés
- Campeonato malgache de fútbol: 2

1970, 1980

## Participación en competiciones de la CAF
| Temporada | Torneo                            | Ronda | Club           | Casa | Visita | Global |
| --------- | --------------------------------- | ----- | -------------- | ---- | ------ | ------ |
| 1971      | Copa Africana de Clubes Campeones | 1     | Maseru United  | 3-2  | 2-1    | 5-3    |
| 1971      | Copa Africana de Clubes Campeones | 2     | Great Olympics | 2-1  | 0-4    | 2-5    |
| 1981      | Copa Africana de Clubes Campeones | 1     | Costa de Sol   | 2-4  | 0-2    | 2-6    |